# Мышецкое
Мышецкое — деревня в Московской области России. Входит в городской округ Химки. Население — 183 чел. (2010).

## История

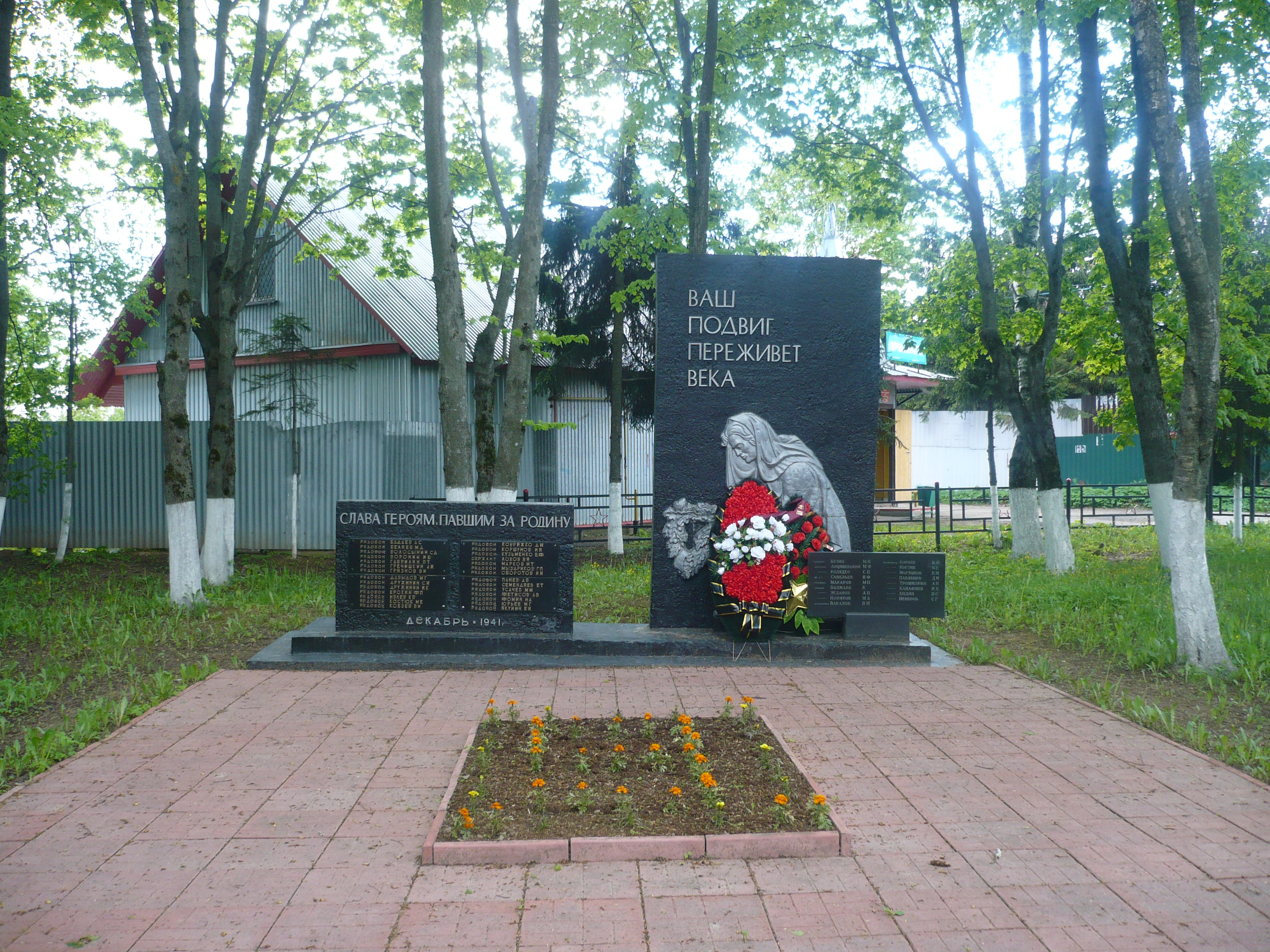
Памятник на братской могиле в деревне Мышецкое

В начале XVII века село, именовавшееся тогда Ново-Озерецким, принадлежало дворцовому ведомству. В 1630 году оно было продано князю Евгению Фёдоровичу Мышецкому, после чего получило современное название. Также встречается название Новоозерецкое. В 1674 году село получил в наследство сын Евгения Федоровича Яков.
В 1685 году была построена Покровская церковь, действовавшая до 1930-х годов. После смерти Якова Мышецкого село отошло Нарышкиным, а позднее — Степановым. На 1767 год принадлежало капитану Ивану Ивановичу Ларионову и относилось к Московскому уезду .
В первой половине XIX века здесь располагалась усадьба поэта, героя войны 1812 года Дениса Давыдова. С 1832 года, после выхода в отставку, Давыдов постоянно жил в своём имении, много времени уделяя литературным занятиям. Впоследствии поместье принадлежало П. В. Голубкову, при котором в 1847—1848 годах была обновлена Покровская церковь: построены два придела, колокольня и трапезная.
В 1911 году в селе имелась церковно-приходская школа. В настоящее время от усадьбы Мышецкое сохранилась лишь часть парка. В 1918 году Покровская церковь была закрыта; некоторое время её здание использовалось под клуб и контору колхоза, к 1941 году — полностью разобрано.
До 1954 года Мышецкое было центром Мышецкого сельсовета.
Об ожесточённых боях в годы Великой Отечественной войны напоминает установленный в 1984 году памятник на братской могиле.
В 1990-е годы близ Мышецкого было развернуто строительство коттеджных посёлков. В 2003 году была построена новая кирпичная шатровая Покровская церковь.
В 2005—2019 гг. деревня входила в Лунёвское сельское поселение Солнечногорского муниципального района, в 2019—2022 годах  — в состав городского округа Солнечногорск, с 1 января 2023 года включена в состав городского округа Химки.

## Население
| 1852 | 1859 | 1890 | 1899 | 1926 | 1998 | 2002 | 2010 |
| ---- | ---- | ---- | ---- | ---- | ---- | ---- | ---- |
| 152  | ↗197 | ↘159 | ↗178 | ↗265 | ↘68  | ↗157 | ↗183 |